# Syllectra lucifer
Syllectra lucifer är en fjärilsart som beskrevs av Heinrich Benno Möschler 1890. Syllectra lucifer ingår i släktet Syllectra och familjen nattflyn. Inga underarter finns listade i Catalogue of Life.